# Roine
Der Roine ist ein See in der finnischen Landschaft Pirkanmaa.
Der Roine hat eine Fläche von 54,59 km² und liegt auf einer Höhe von 84,2 m.
Er liegt in den Gemeinden Kangasala und Pälkäne.
Der See befindet sich im Einzugsgebiet des Kokemäenjoki und gehört zu einer Seenkette bestehend aus den weiteren Seen Längelmävesi, Vesijärvi, Pälkänevesi und Mallasvesi, welche bei Valkeakoski in den südlich gelegenen Vanajavesi abfließt.